# بيرلانغا
بلدية بيرلانغا (بالإسبانية: Berlanga)‏, هي إحدى بلديات مقاطعة بطليوس, التي تقع في منطقة إكستريمادورا, والتي تقع في غرب إسبانيا.
يبلغ عدد سكانها 2.637 نسمة وفقاً لإحصائية سنة (2002).

## أعلام
- جاكوب رودريغوس بيريرا
- فرانسيسكو روبيو لورينتي